# Seznam popravených za Francouzské revoluce

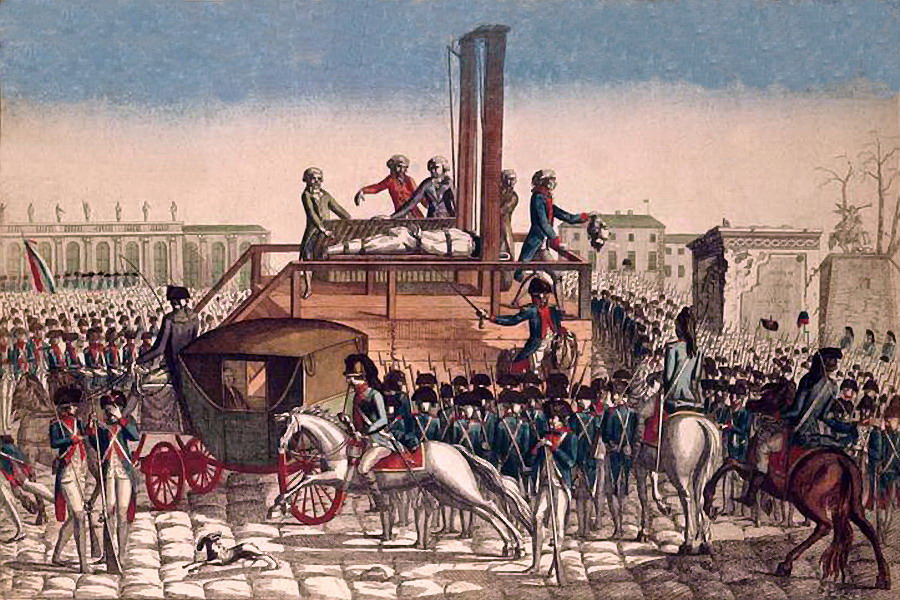
Poprava krále Ludvíka XVI.

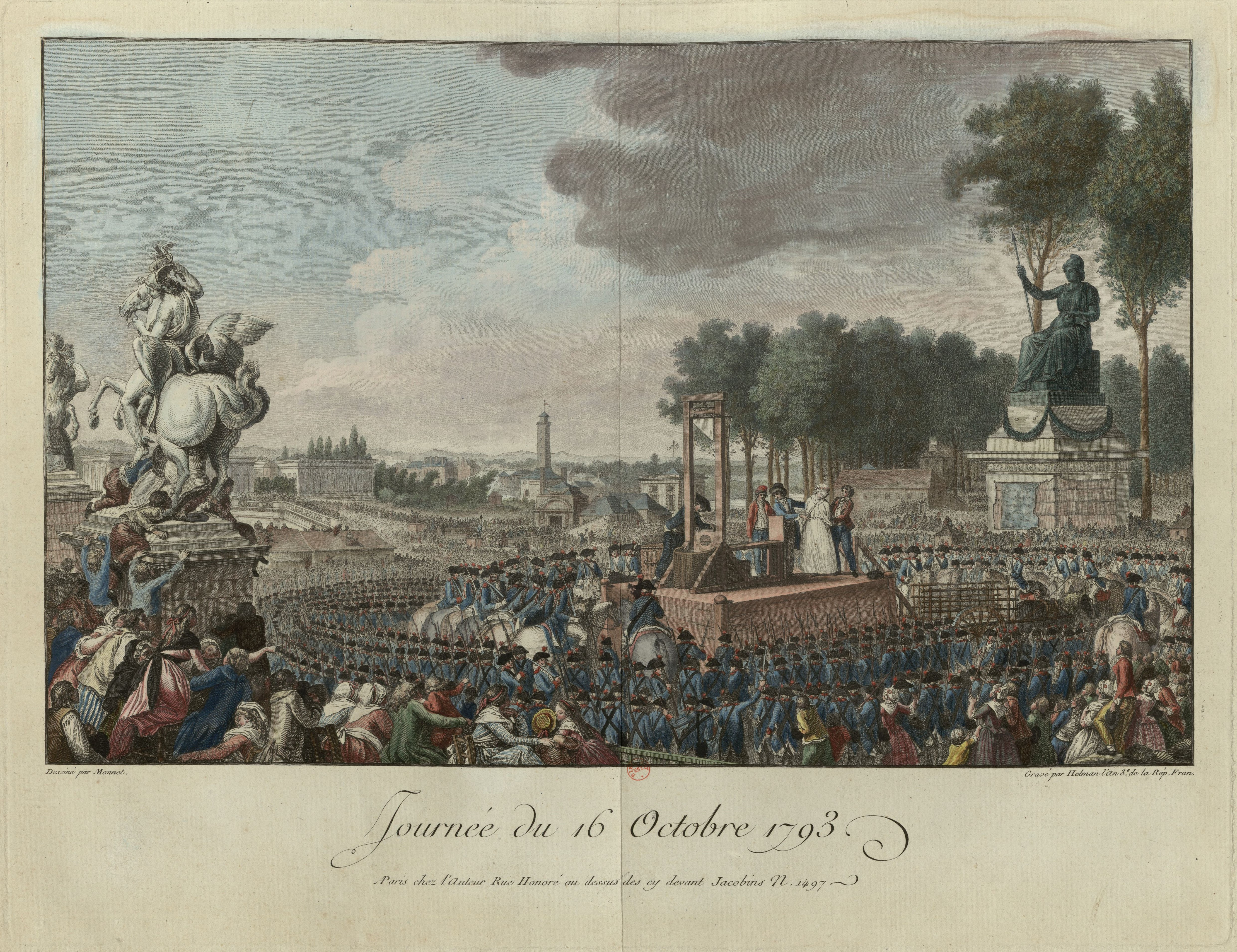
Isidore Stanislas Helman: Poprava Marie Antoinetty

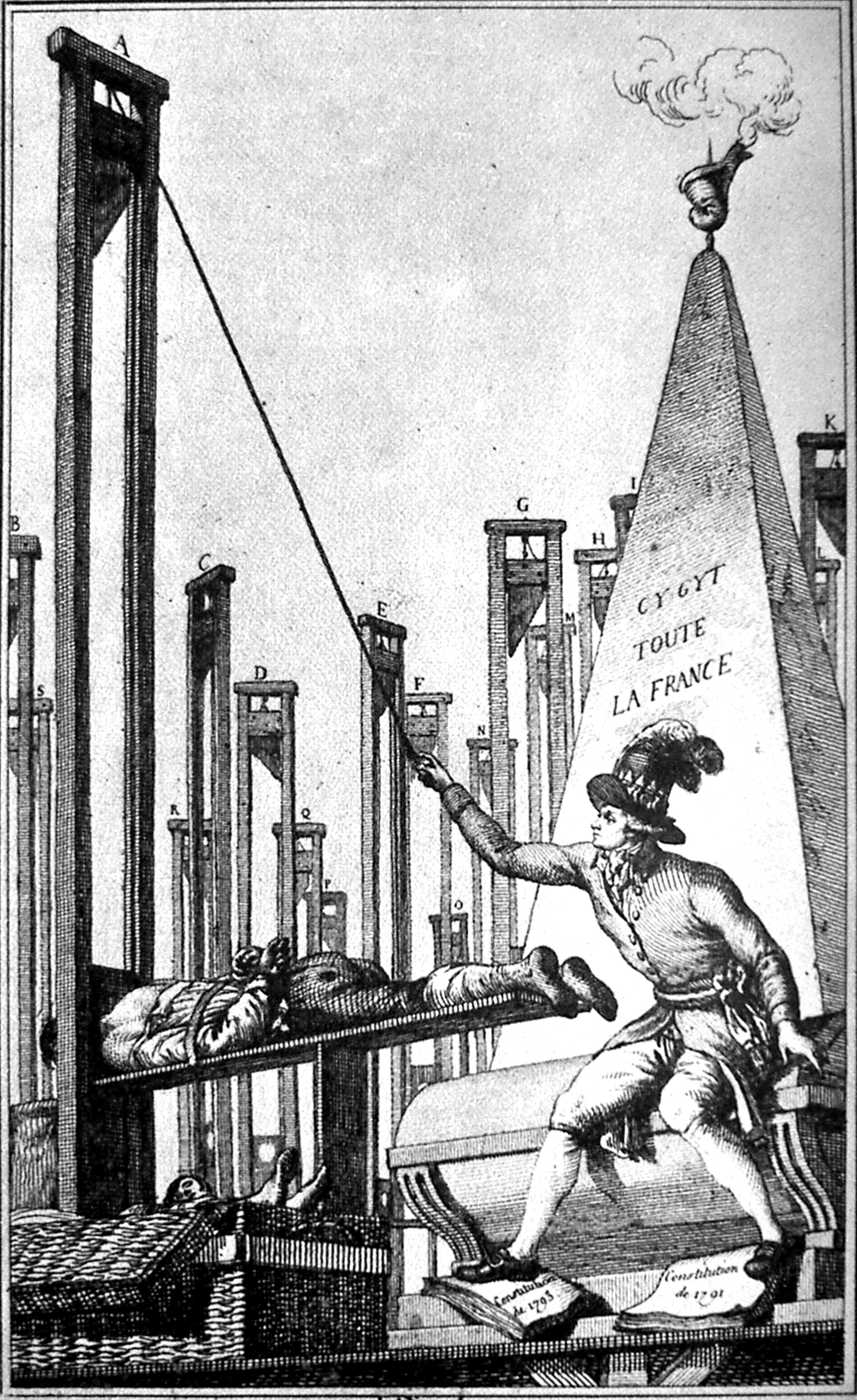
Karikatura Robespierra gilotinujícího kata, poté, co již nebylo koho ve Francii gilotinovat. Rytina 18. století.

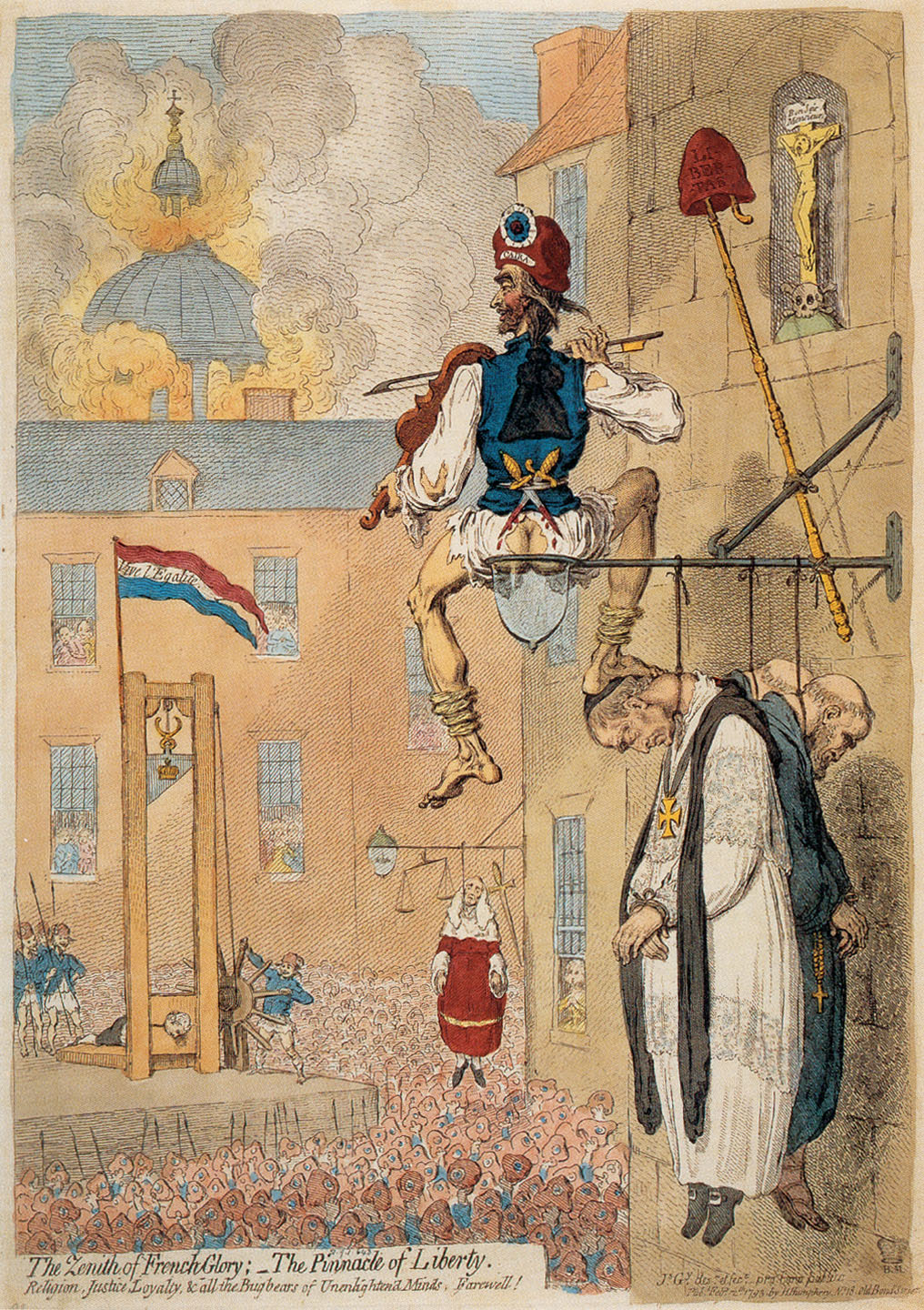
Karikatura "Sláva Francie"

Seznam osob popravených za Francouzské revoluce  představuje výběr slavných či významných osobností, které byly popraveny v době revoluce (v letech 1789 až 1799). 
Celkově bylo při revolučním běsnění popraveno více než 20 000 osob (viz též Jakobínský teror za roky 1793 a 1794).

## 1790
- 19. února – Thomas de Mahy de Favras (* 1744), poručík švýcarské gardy
- září – André Soret, voják – označen za hlavního vůdce vzpoury v Nancy

## 1792
- 25. dubna – Nicolas Jacques Pelletier (* 17??), kapesní zloděj, první osoba popravená gilotinou
- 3. září – Karl Josef Anton Leodegar von Bachmann (* 1734), velitel švýcarské gardy
- 25. září – Jacques Cazotte (* 1719), spisovatel

## 1793

### 1. čtvrtletí
- 21. ledna – Ludvík XVI. (* 1754), král Francie, podrobně viz poprava Ludvíka XVI.

### 3. čtvrtletí
- 19. července – Charlotta Cordayová (* 1768), vražedkyně Jeana-Paula Marata
- 28. srpna – Adam-Philippe de Custine (* 1740), generál

### 4. čtvrtletí
- 16. října – Marie Antoinetta (* 1755), královna Francie, podrobně viz poprava Marie Antoinetty
- 31. října – Jacques Pierre Brissot, zvaný de Warville (* 1754), vůdce girondistů
- 31. října – Armand Gensonné (* 1758), girondista
- 31. října – Jean Duprat (* 1760), girondista, politik, poslanec
- 31. října – Pierre Vergniaud (* 1753), mluvčí girondistů
- 31. října – Charles-Alexis Brûlart de Sillery (* 1737), hrabě de Genlis; generál a poslanec
- 31. října – Jean-Baptiste Boyer-Fonfrède (* 1766), politik
- 31. října – Claude Fauchet (* 1744), biskup a poslanec
- 3. listopadu – Olympe de Gouges (* 1748), revolucionářka a bojovnice za práva žen
- 4. listopadu – Adam Lux (* 1765), německý jakobín a vyslanec Mohučské republiky
- 6. listopadu – Ludvík Filip II. vévoda Orleánský (* 1747), zavnýPhilippe Égalité
- 8. listopadu – Jeanne-Marie Roland de la Platière (* 1754), revolucionářka a spisovatelka
- 12. listopadu – Jean Sylvain Bailly (* 1736), astronom a první pařížský starosta
- 15. listopadu – Gaspard Jean-Baptiste de Brunet (* 14. června 1734), divizní generál
- 17. listopadu – Jean-Nicolas Houchard (* 1740), generál
- 29. listopadu – Antoine Pierre Joseph Marie Barnave (* 1761), politik, revolucionář a kontrarevolucionář
- 4. prosince – Armand de Kersaint (* 1742), námořní důstojník a politik
- 5. prosince – Jean-Paul Rabaut Saint-Étienne (* 1743), politik
- 8. prosince – Marie-Jeanne du Barry (* 1743), milenka Ludvíka XV.
- 13. prosince – Louis Marie Florent du Châtelet (* 1727), diplomat z rodu Châtelet
- 21. prosince – Jean-Antoine Lafargue de Grangeneuve (* 1751), právník a politik

## 1794

### 1. čtvrtletí
- 1. ledna – Armand-Louis de Gontaut (* 1753), generál
- 3. ledna – Renaud-Philippe de Custine (* 1768), syn generála de Custina
- 4. ledna – Nikolaus von Luckner (* 1722), německo-francouzský generál
- 11. ledna – Antoine-Adrien Lamourette (* 1742), osvícenský teolog, ústavní biskup z Lyonu
- 21. února – Noël Pinot (* 1747), duchovní a mučedník
- 24. března – Jacques-René Hébert (* 1757), revolucionář a publicista
- 24. března – François-Nicolas Vincent (* 1767), revolucionář, generální tajemník ministerstva války
- 24. března – Johann Baptista von Cloots, zvaný Anacharsis Cloots (* 1755), německý baron, francouzský poslanec
- 24. března – Antoine-François Momoro (* 1756), tiskař a revolucionář
- 24. března – Charles Philippe Ronsin (* 1751), herec, spisovatel, politik a generál
- 24. března – Pierre-Gaspard Chaumette (* 1763), politik
- 25. března – Augustin-Joseph de Mailly (* 1708), maršál Francie

### 2. čtvrtletí
- 2. dubna – Eulogius Schneider (* 1756), teolog a politik, prokurátor štrasburského revolučního tribunálu
- 5. dubna – Georges Danton (* 1759), ministr a revoluční vůdce
- 5. dubna – Camille Desmoulins (* 1760), revoluční vůdce
- 5. dubna – Jean-François Delacroix (* 1753), Dantonův spolubojovník
- 5. dubna – Marie-Jean Hérault de Séchelles (* 1759), advokát a politik, předseda zákonodárného shromáždění, člen Výboru pro veřejné blaho
- 5. dubna – Fabre d'Églantine (* 1750), dramatik a revolucionář
- 5. dubna – François Chabot (* 1756), duchovní a politik
- 5. dubna – Junius Frey (* 1753), český jakobín
- 5. dubna – Emmanuel Frey (* 17??), český jakobín, bratr Junia Freye
- 5. dubna – Pierre Philippeaux (* 1754), právník
- 5. dubna – François-Joseph Westermann (* 1751), brigádní generál
- 5. dubna – Claude Basire (* 1764), politik
- 5. dubna – Joseph Delaunay (* 1752), politik
- 5. dubna – Abbé d'Espagnac (* 1752), bankéř
- 13. dubna – Lucile Desmoulins (* 1770), manželka Camilla Desmoulinse
- 13. dubna – Jean-Baptiste Gobel (* 1727), bývalý arcibiskup pařížský, později duchovní „kultu Rozumu“
- 13. dubna – Arthur Dillon (* 1750), generál
- 18. dubna – Jean-Joseph de Laborde (* 1724), podnikatel a bankéř
- 22. dubna – Isaac Le Chapelier (* 1754), iniciátor Le Chapelierova zákona
- 22. dubna – Jacques-Guillaume Thouret (* 1746), advokát a girondista
- 23. dubna – Guillaume-Chrétien de Lamoignon de Malesherbes (* 1721), politik a ministr krále Ludvíka XV.
- 28. dubna – Charles Henri d'Estaing (* 1729), admirál v sedmileté válce a v americké válce za nezávislost
- 8. května – Antoine Lavoisier (* 1743), přírodovědec
- 10. května – Alžběta Filipína Francouzská (* 1764), králova sestra
- 10. května – Louis Athanase de Loménie de Brienne (*1730), bývalý ministr války
- 27. května – Mathieu Jouve Jourdan (* 1746), revolucionář
- 16. června – Marguerite-Élie Guadet (* 1758), revoluční vůdce girondistů
- 17. června – Cécile Renault (* 1774), domnělá atentátnice na Maximiliena Robespierra
- 25. června – Antoine Allut (* 1743), advokát a politik
- 25. června – Charles Jean Marie Barbaroux (* 1767), zakladatel odbojové skupiny proti Hoře
- 27. června – Charles Louis Victor de Broglie (* 1756), politik a generál
- 27. června – Philippe de Noailles, duc de Mouchy (* 1715), generál
- 27. června – Anne-Claude-Louise d'Arpajon, vévodkyně de Mouchy (* 1729), první dvorní dáma královny, zv. Madame Etiquette, manželka výše uvedeného
- 27. června – Simon-Nicolas-Henri Linguet (* 1736), spisovatel
- 30. června – Rozalia Lubomirska (* 1768), polská šlechtična z rodu Chodkiewiczů

### 3. čtvrtletí
- 6.–26. července – mučednice z Orange, 32 francouzských jeptišek
- 7. července – Richard Mique (* 1728), královský architekt
- 7. července – Aymar-Charles-Marie de Nicolaÿ (* 1747), úředník královské vlády
- 14. července – Jean-Frédéric Edelmann (* 1749), představitel štrasburských jakobínů
- 17. července – mučednice z Compiègne (* 1715 až 1766), šestnáct blahoslavených karmelitek, mezi nimi Charlotte Thouret (* 1715)
- 22. července – Cathérine-Françoise-Charlotte de Cossé-Brissac, vévodkyně de Noailles (* 1724), vdova po maršálu de Noailles
- 22. července – Henriette Anne Louise d'Aguessau (* 17??), švagrová předešlé
- 22. července – Louise, vicomtesse de Noailles (* 1758), dcera předešlé
- 23. července – Alexandre de Beauharnais (* 1760), generál, manžel Joséphiny de Beauharnais
- 25. července – Friedrich von der Trenck (* 1726), bývalý pruský důstojník
- 23. července – Fridrich III. ze Salm-Kyrburgu, (* 1745), říšský kníže, bratr Amálie Zephyrine ze Salm-Kyrburgu
- 25. července – André Chénier (* 1762), básník, (na jeho počest vznikla roku 1896 stejnojmenná opera Umberta Giordana)
- 26. července – Charles-François de Rouvroy de Saint Simon (* 1727), biskup z Agde
- 28. července – Louis de Saint-Just (* 1767), člen Výboru pro veřejné blaho
- 28. července – Georges Couthon (* 1755), člen Výboru pro veřejné blaho
- 28. července – Maximilien Robespierre (* 1758), člen Výboru pro veřejné blaho
- 28. července – Augustin Robespierre (* 1763), poslanec Národního konventu, bratr předchozího
- 28. července – François Hanriot (* 1759), revolucionář, vůdce povstalců ve věznicích při zářijovém vraždění
- 28. července – Jean-Baptiste Fleuriot-Lescot (* 1761), pařížský starosta

### 4. čtvrtletí
- 16. prosince – Jean-Baptiste Carrier (* 1756), revolucionář, člen Národního konventu, znám jako masový vrah, jenž nechal utopit zajatce v Nantes

## 1795
- 7. května – Antoine Quentin Fouquier-Tinville (* 1746), revolucionář a veřejný žalobce revolučního tribunálu
- 7. května – Pierre-Nicolas-Louis Leroy (* 1743), revolucionář a spiklenec revolučního tribunálu
- 16. října – Joseph Le Bon (* 1765), revolucionář a předsedající revolučního tribunálu v Cambrai

## 1796
- 29. února – François Athanase de Charette de la Contrie (* 1763), námořní důstojník

## 1797
- 27. května – Gracchus Babeuf (* 1760), novinář a zakladatel tajného spolku Spiknutí rovných
- 27. května – Augustin Alexandre Darthé (* 1769), revolucionář a účastník na tajném spolku Spiknutí rovných

## 1804
- 25. června – Georges Cadoudal (* 1771), generál, velitel šuanů v občanské válce